# Labarthe (Tarn-et-Garonne)
Labarthe (okzitanisch: Labarta) ist eine französische Gemeinde mit 390 Einwohnern (Stand: 1. Januar 2022) im Département Tarn-et-Garonne in der Region Okzitanien. Die Gemeinde liegt im Arrondissement Montauban und ist Mitglied im Gemeindeverband Communauté de communes du Pays de Lafrançaise. Die Einwohner werden Labarthais und Labarthaises genannt.

## Geografische Lage
Labarthe liegt an der Grenze zum benachbarten Département Lot in der Région naturelle Quercy Blanc etwa 21 Kilometer nordnordwestlich von Montauban an der Lupte. Das Gemeindegebiet gehört zum Einzugsgebiet der Garonne und wird außer von der Lupte vom Lemboulas, dem Petit Lembous und verschiedenen anderen kleinen Wasserläufen entwässert.
Umgeben wird Labarthe von den Nachbargemeinden Castelnau Montratier-Sainte Alauzie mit Castelnau-Montratier (Lot) im Norden, Molières im Osten, Puycornet im Süden sowie Vazerac im Süden und Westen.

## Einwohnerentwicklung
| Jahr      | 1962 | 1968 | 1975 | 1982 | 1990 | 1999 | 2006 | 2013 | 2020 |
| --------- | ---- | ---- | ---- | ---- | ---- | ---- | ---- | ---- | ---- |
| Einwohner | 514  | 487  | 424  | 414  | 364  | 340  | 363  | 388  | 400  |

## Sehenswürdigkeiten
- Kirche Saint-Martin in Labarthe aus dem 17. Jahrhundert
- Kirche in Saint-Jean-de-Perges aus dem 19. Jahrhundert
- Kirche Notre-Dame-de-l’Assomption in Nevèges aus dem 15./16. Jahrhundert
- Schloss Labarthe aus dem 16. Jahrhundert mit Umbauten aus dem 18. Jahrhundert
- Taubenschlag aus dem 18. Jahrhundert in Petitou
- Mühle von Saint-Géraud

## Persönlichkeiten
- Antonin Perbosc (1861–1944), okzitanischer Dichter, geboren in Labarthe